# Thripadectes
Thripadectes – rodzaj ptaków z rodziny garncarzowatych (Furnariidae).

## Występowanie
Rodzaj obejmuje gatunki występujące w Ameryce Południowej i Centralnej.

## Morfologia
Długość ciała 19–25 cm, masa ciała 38–65 g.

## Systematyka

### Nazewnictwo
Nazwa rodzajowa jest połączeniem słów z języka greckiego: θριψ thrips – „kornik” oraz δηκτης dektes – „osoba, która gryzie”.

### Podział systematyczny
Gatunkiem typowym jest Anabates flammulatus. Do rodzaju należą następujące gatunki:
- Thripadectes ignobilis (P.L. Sclater & Salvin, 1879) – rudzielec jednobarwny
- Thripadectes flammulatus (Eyton, 1849) – rudzielec paskowany
- Thripadectes scrutator Taczanowski, 1874 – rudzielec peruwiański
- Thripadectes holostictus (P.L. Sclater & Salvin, 1876) – rudzielec kreskowany
- Thripadectes rufobrunneus (Lawrence, 1865) – rudzielec ciemny
- Thripadectes virgaticeps Lawrence, 1874 – rudzielec cętkowany
- Thripadectes melanorhynchus (von Tschudi, 1844) – rudzielec czarnodzioby